# 가가와 도요히코

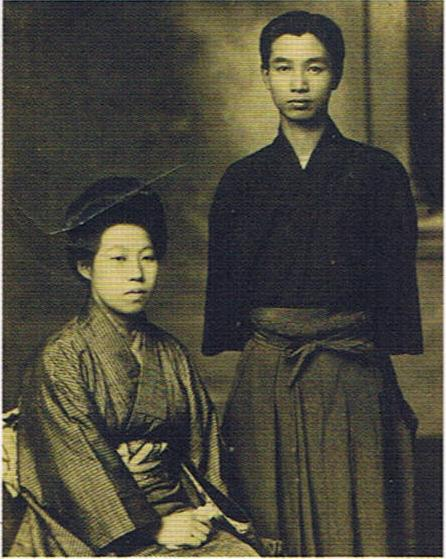
가가와와 그의 부인 하루

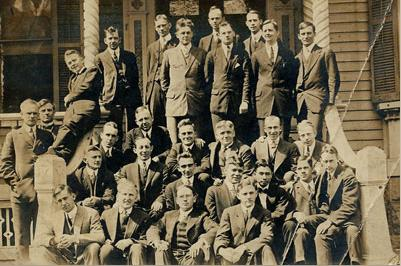
Princeton Theological Seminary

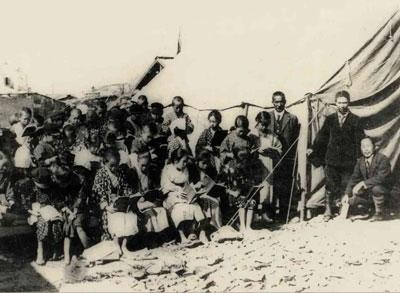
1923 간토 대지진

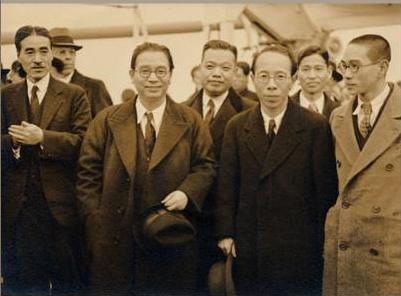
America 1935

가가와 도요히코(일본어: 賀川豊彦, 1888년 7월 10일 ~ 1960년 4월 23일)은 일본의 장로교 목사이자, 기독교 사회주의자이다.

## 생애

### 유년시절
가가와는 고베시에서 고위공직자와 기생사이에서 첩의 아들로 태어났으며, 아버지는 도쿠시마현 상류집안사람이었다. 그가 네 살 때 아버지가 죽고 다섯 살에 어머니가 돌림병으로 죽었다. 다섯 살에 고아가 된 그는 아버지의 고향 도쿠시마에서 할머니의 사랑을 받으며 자랐다. 그리고 첩의 자식이 아버지 없는 본부인의 집에 들어가 의붓 형제들 사이에 얹혀살게 되었다. 
소년 시기에 선교사들의 전도로 성실한 기독교인이 되었다. 하나님을 온 인류의 아버지로 모실 수 있다는 기독교 교리는 아버지의 사랑을 받지 못하고 자란 가가와 소년에게 매력이 있었던 것이다. 중학교 졸업 후 도쿄 대학 진학을 원하는 숙부 모리의 바람과는 달리 미국 장로교 선교부에서 세운 메이지 학원 신학부 예과에 입학했다.
12세 되던 해 그는 담장 밑에 쪼그리고 앉아서 따스한 햇볕을 쪼이고 있었다. 그 앞을 북을치며 나팔을 불고 지나가는 전도행렬이 있었다. “예수를 믿으면 당신도 하나님의 자녀가 될 수 있습니다.” 그는 몇 만 볼트에 전압에 감전된 것 같았다. 그는 달려가서 물었다. “나 같은 기생의 자식도, 첩의 아들도 하나님의 아들이 될 수 있습니까?” 그때부터 누군가 자기의 이름을 물으면 “내 이름은 가가와 도요히꼬로 하나님의 아들입니다. 나는 이제 기생의 자식도 아니고, 첩의 아들도 아닌 하나님의 아들이랍니다."

### 회심
하지만 신학교 2학년 때 결핵에 감염되어 더 이상 학교를 다닐 수 없게 되자, 깊은 산골에 들어갔는데 이때 가네자와 교회의 나가오 목사의 보살핌을 받았다. 당시 나가오 목사는 무려 5년이나 유일한 신도인 사모와 자녀 앞에서 설교할 정도로 교회의 양적 성장을 이루지 못했지만, 카가와에게는 그의 진로를 바꾼 스승이었다. 핏덩어리를 토하면 걸레를 가져와서 닦아주고, 같이 밥도 먹는 나가오 목사의 자비로운 성품을 보면서 빈민을 위해서 일하겠다는 다짐을 하게 한 것이다.

### 신학공부와 사회선교
건강이 좋아지자 카가와는 미국 남장로교회에서 세운 복음주의 신학교인 고베중앙신학교에 입학했으며, 가난한 사람들에게 복음을 전하는 일에 힘썼다. 결국 과로로 병이 재발한 그에게 병원에서는 3년밖에 살지 못한다고 했지만, 카가와는 여생을 고베빈민촌의 빈민을 위해 살겠다고 생각했다. 그리하여 1960년 별세할 때까지 헌신적으로 빈민촌에서의 전도와 사회참여를 했는데, 당시 그의 설교를 들은 기녀들이 기녀 일을 그만두고 고향으로 돌아가는 일이 많았다고 한다. 흔히 카가와의 경력사항은 빈민들을 위해 봉사한 사회복지활동만 알려져 있지만, 실제로는 일본 농민운동, 프롤레타리아 정당운동, 생활협동조합운동,일본농민조합창설 등의 활발한 기독교 사회주의 운동을 했다. 저서로는 《우애의 경제학》(영어: Brotherhood Economics, 그물코 역간)이 있다.

## 저서
- 『死線を越えて』（改造社、1920年）사선을 넘어서(김준환 역, 지성문화사, 1982년)
- 『一粒の麦』（大日本雄辯會講談社、1931年）한 알의 밀알(기독지혜사, 1988년)
- 友愛の政治経済学(1936年) 우애의 경제학(그물코, 2009년)
- 小説キリスト(1939년) 그리스도교 입문 (김재일 역, 레베카, 2015년)

## 참고 서적
- 《일본 개신교회사》/김수진 지음/홍성사
- 《비전의 사람》/이재철 지음/홍성사
- 가가와 도요히코 평전 : 사랑과 사회 정의의 사도 | 로버트 실젠 저 / 서정민,홍이표 공역 | 신앙과지성사 | 2018년 2월
- 가가와 도요히코 : 일본 협동조합의 아버지 | 오사키 테이조 저 / 후지오 고오 그림 / 홍이표 역 | 다행 | 2013년 5월